# Louise Stubbs
Louise Gertrude Stubbs (* 10. September 1930 in Chicago, Illinois; † 16. Juli 2001 in Glendale, Arizona) war eine US-amerikanische Schauspielerin, die in Theaterproduktionen, Filmen und in Fernsehserien mitwirkte. Bekannt wurde sie durch ihre Rollen in Jean Genets Theaterstück The Blacks sowie in den Seifenopern Springfield Story und Loving – Wege der Liebe. Einige Quellen nennen als Sterbeort Hartford, Connecticut, den Ort ihrer Beisetzung.
Stubbs gehörte zu einer wegweisenden Generation afroamerikanischer Schauspieler und hinterließ ein bedeutendes Vermächtnis in den darstellenden Künsten. Sie durchbrach gesellschaftliche Barrieren und trug wesentlich zur Repräsentation schwarzer Schauspieler im US-amerikanischen Theater und Fernsehen bei.

## Leben
Stubbs wurde als Tochter von Brunette und Gentry Stubbs in Chicago geboren. Nach ihrer Schulausbildung studierte sie Schauspiel an der Goodman School of Drama des renommierten Goodman Theatre von Chicago, heute Teil der DePaul University. Nach ihrem Studium, das sie mit einem Bachelor of Fine Arts abschloss, zog sie im Jahr 1952 nach New York City, um sich ihrer Schauspielkarriere zu widmen.
Sie war mit Van Alexander Williams verheiratet (1920–2000). Das Paar lebte 42 Jahre lang in New York City, bevor es sich in Glendale im US-Bundesstaat Arizona zur Ruhe setzte. Sie hatten vier Kinder, zwei davon verstarben vor ihr: Van Jr. und Stephanie.
Stubbs starb im Alter von 70 Jahren in einem Hospiz an den Folgen von Krebs. Sie wurde von ihrem Sohn Britt, ihrer Tochter Andrienne sowie mehreren Enkeln und Neffen überlebt. Ihre letzte Ruhe fand sie auf dem Cedar Hill Cemetery in Hartford, Connecticut.

## Karriere
Stubbs wirkte sowohl in Theaterproduktionen als auch im Fernsehen und Film mit. Ihre Karriere begann in den 1950er Jahren, als sie Teil einer wegweisenden Gruppe schwarzer Schauspieler wurde, darunter Ossie Davis, Ruby Dee und Sidney Poitier, die in dieser Zeit zunehmend Möglichkeiten auf der Bühne fanden.
Zu ihren bemerkenswerten Theaterrollen gehörte eine Aufführung in Jean Genets kontroversem Stück The Blacks am Broadway, an der Seite von James Earl Jones, Maya Angelou und Cicely Tyson. Im Fernsehen war sie eine der wenigen schwarzen Schauspieler, die in den 1960er Jahren regelmäßig zu sehen waren, etwa von 1966 bis 1967 in der Seifenoper Springfield Story in der Rolle der Carol. Stubbs spielte 1971 in der Off-Broadway-Produktion Black Girl die Rolle der Mama Rosie und übernahm diese Rolle erneut in der Filmadaption von 1972. Von 1988 bis 1991 und erneut 1994 trat sie in der Seifenoper Loving – Wege der Liebe als Minnie Madden auf, gleichzeitig ihre letzte Rolle vor der Kamera.
Als Autorin schrieb sie das Biopic Freedom Man über den schwarzen Wissenschaftler Benjamin Banneker.

## Auszeichnungen
- 1997: „Living Legend“-Auszeichnung beim 7. National Black Theatre Festival in Winston-Salem, North Carolina (heute: International Black Theatre Festival).[6][11]

## Filmografie (Auswahl)
- 1965–1966: Springfield Story (Fernsehserie)
- 1967: The Crucible (Fernsehfilm)
- 1970: Der Hausbesitzer
- 1972: Junge Schicksale (Folge: Follow the North Star; Fernsehserie)
- 1972: Black Girl
- 1977: Great Performances (Folge: Secret Service; Fernsehserie)
- 1980: The Torture of Mothers
- 1983: An einem Morgen im Mai
- 1988–1994: Loving – Wege der Liebe (Loving; Fernsehserie)

## Theater (Auswahl)
- 1967: The Trial of Lee Harvey Oswald (ANTA Playhouse, Broadway, New York City)[8][9][10]
- 1968: Americana Pastoral (Greenwich Mews Theatre, Off-Broadway, New York City)[12]
- 1969: Open 24 Hours (Actors' Playhouse, Off-Broadway, New York City)[12]
- 1969: The Reckoning (St. Mark's Playhouse, Off-Broadway, New York City)[12]
- 1970: Contributions (Tambellini's Gate Theatre, Off-Broadway, New York City)[12]
- 1971: Black Girl (Lucille Lortel Theatre, Off-Broadway, New York City)[12]
- 1972: The Crucible (Vivian Beaumont Theater, Broadway, New York City)[8][9][10]
- 1972–1973: Purlie (Billy Rose Theatre, Broadway, New York City)[8]
- 1974: The Prodigal Sister (Lucille Lortel Theatre, Off-Broadway, New York City)[12]
- 1976: Secret Service (Playhouse Theatre, Broadway, New York City)[8][9][10]
- 1976: Boy Meets Girl (Playhouse Theatre, Broadway, New York City)[8][9][10]
- 1981: The Little Foxes (Martin Beck Theatre, Broadway, New York City)[8][9][10]
- 1983: Vieux Caree (WPA Theatre, Off-Broadway, New York City)[12]
- 1988: A Streetcar Named Desire (Circle in the Square Theatre, Broadway, New York City)[8][9][10]